# دیاپولو
دیاپولو (انگلیسی: Diapolo) شرکت تجهیزات ورزشی مجارستانی است، که در سال ۱۹۹۷ توسط زولتان مگیسی تأسیس شد.